# Jaden Bojsen
Jaden Nicolas Bojsen (* 1. August 2000 auf Sylt) ist ein deutscher Schauspieler, DJ und Sänger.

## Biografie
Bojsen ist der Sohn des Kochs Brian Bojsen, der seit 2016 regelmäßig in ZDF-Kochsendungen zu sehen ist. Er hat eine jüngere Schwester.
Bojsen trat zwischen 2010 und 2012 als junger Tarzan in dem Musical Tarzan auf. Im Jahre 2014 war er im Trailer des Musicals Das Wunder von Bern zu sehen. 2014 spielte er Niklas Klinger in der Kinderserie Die Pfefferkörner.
Von 2015 bis 2017 war er Mitglied in der US-amerikanischen Boyband New District.
Seit 2017 ist er als Solokünstler und DJ aktiv. 2018 trat er als DJ auf dem Ultra Music Festival in Miami auf.

## Musik
- 2010–2012: Musical Tarzan (als junger Tarzan)
- 2014: Musical Das Wunder von Bern (nur Trailer)
- 2015–2017: Mitglied der Boyband New District von Jay Khan (mit Sean Cavaliere, Dylan Rey, Julian Martel, Devin Dressman, früher mit Felix Biernat)
- 9. Oktober 2017: Solosingle Better than Me veröffentlicht auf GC-Records.
- 4. November 2017: Solosingle Every Breath You Take als Remix[6]
- 31. August 2018: Solosingle The Weekend
- 26. April 2019: Fall For Love (mit Jake Reese)
- 21. Februar 2020: Taking Shape (mit Willemijn May)
- 15. Mai 2020: Solosingle Remedy
- 6. November 2020: Poppin Bottles (mit Chico Rose)
- 29. Juli 2022: I go hard (mit Ely Ray)
- 2. Dezember 2022: People Help the People (mit Madism und Birdy) als Remix
- 2. Juni 2023: Solosingle Message
- 30. Juni 2023: Solosingle Put Your Drinks Up

## Auszeichnungen für Musikverkäufe
| Goldene Schallplatte - Frankreich - 2025: für die Single Let’s Go |

| Land/RegionAuszeichnungen für Musikverkäufe (Land/Region, Auszeichnungen, Verkäufe, Quellen) | Gold | Platin  | Verkäufe | Quellen         |
| -------------------------------------------------------------------------------------------- | ---- | ------- | -------- | --------------- |
| Frankreich (SNEP)                                                                            | —    | Platin1 | 200.000  | snepmusique.com |
| Insgesamt                                                                                    | —    | Platin1 |          |                 |

## Filmografie
- 2014: Die Pfefferkörner (Fernsehserie) unter dem Namen Jaden Dreier